# Estanol vegetal
Los estanoles vegetales son sustancias que están presentes en los vegetales en pequeñas cantidades. El estanol vegetal presente en las comidas reduce la absorción del colesterol LDL; sin embargo, debido a su baja cantidad el efecto es mínimo.
Al tener una estructura similar a la del colesterol, el estanol vegetal es capaz de sustituir el colesterol en las micelas. De esa forma, frena la absorción en el organismo del colesterol que se obtiene de los alimentos y también el que produce el propio cuerpo.
El consumo de estanol vegetal como reductor de los niveles de colesterol ha sido recomendado por la National Cholesterol Education Program de Estados Unidos y por la American Heart Association.
Hoy día se emplea estanol vegetal en la producción de algunos alimentos funcionales, como ciertos  yogures.